# Жабя-Воля (гміна Стшижевіце)
Жабя-Воля (пол. Żabia Wola) — село в Польщі, у гміні Стшижевиці Люблінського повіту Люблінського воєводства.
Населення — 962 особи (2011).
У 1975-1998 роках село належало до Люблінського воєводства.

## Демографія
Демографічна структура станом на 31 березня 2011 року:
|          | Загалом | Допрацездатний вік | Працездатний вік | Постпрацездатний вік |
| -------- | ------- | ------------------ | ---------------- | -------------------- |
| Чоловіки | 465     | 85                 | 336              | 44                   |
| Жінки    | 497     | 102                | 298              | 97                   |
| Разом    | 962     | 187                | 634              | 141                  |